# Systers
Systers, fundada por Anita Borg, es una lista internacional de correo electrónico para técnicas en informática. La comunidad Systers trata de aumentar el número de mujeres en el campo de la informática y mejorar su entorno laboral. La lista de correo funciona desde 1987, lo que la convierte en la más antigua de su tipo para mujeres en informática. Es considerada una de las mayores comunidades de correo electrónico de mujeres en informática.

## Historia
Systers fue fundada por Anita Borg en 1987 después de una conversación con mujeres en el Simposio sobre principios de sistemas operativos (SOSP) en Austin entre las que se encontraban Estela Atkins, Miche Baker-Harvey, Carla Ellis, Joan Francioni, Susan Gerhart, Anita K.Jones, Rivka ladina, Barbara Liškov, Sherri Menees Nichols, Susan Owicki, Liuba Shrira, Karen Sollins.
En la conferencia, Borg obtuvo las direcciones de correo electrónico de 20 de las mujeres que asistieron y creó Systers. El administrador de Systers era Borg, a quien los usuarios llamaban "el guardián de su Systers". Fue la primera comunidad mundial para mujeres que trabajan en el campo de la informática. El grupo se difundió boca a boca y llegó a tener alrededor de 2.000 miembros suscritas a mediados de la década de 1990. El grupo fue acusado de practicar "discriminación inversa" en 1993. Borg defendió al grupo como una forma para que las mujeres que a menudo estaban aisladas unas de otras en el entorno laboral se conectaran entre sí. Muchas mujeres no tenían a otras mujeres en sus propios lugares de trabajo. Las suscritas sentían Systers como un lugar reconfortante en el que encontrar un espacio donde las mujeres no fueran "ahogadas por las voces de los hombres". El tamaño del grupo llevó a Borg a crear un sistema, llamado MECCA, que permitiría a sus miembros participar sin necesidad de participar en todos los temas de discusión. Más tarde, la lista pasaría a la tecnología basada en la web. En 2004, formaban parte de Systers mujeres de 53 países. Systers también influyó en otras listas de correo similares.
En 2012, más de 3000 miembros estaban suscritas a la lista de correo. De 2000 a 2012, la lista de correo estuvo mantenida por Robin Jeffries. La siguiente guardiana (Systers' Keeper) fue Rosario Robinson. En 2018, durante la Grace Hopper celebración de la mujer en la computación en Houston Texas en 2018, se anunció que Zaza Soriano sería la nueva Systers' Keeper.
En 2012, Systers celebró su 25 aniversario con Global Meet Ups y una celebración en Grace Hopper Celebration of Women in Computing.

## Descripción
Systers se desarrolló como una lista de correo electrónico para mujeres que trabajan en informática. Es una de las comunidades más antiguas de mujeres en informática. Una excepción notable fue una discusión de 1992 sobre una muñeca Barbie, cuyas frases grabadas incluían "¡La clase de matemáticas es difícil!" A Systers se le atribuye haber influido en persuadir a Mattel para que eliminara la frase. Otros temas cubiertos incluyeron estrategias para el cuidado de niños en el trabajo o en conferencias, cómo abordar el acoso tanto en línea como en el trabajo así como cuestiones técnicas. Otras listas que se han derivado de Systers son las de investigadoras, empresarias de sistemas y una lista de doctoradas recientes.
La lista Systers se ejecuta en GNU Mailman. Las miembros de Systers y las participantes de Google Summer of Code personalizaron el código para adaptarlo a las necesidades de Systers.

### Programa de premios Systers Pass-It-On de Anita Borg
El programa Pass-It-On Awards brinda apoyo financiero a mujeres que ingresan a campos tecnológicos a través de donaciones de mujeres ya establecidas en estos campos. El premio nació en homenaje a la idea de Anita Borg de crear una red de mujeres que se apoyan entre sí. Los premios, que van desde los 500 a los 1000 dólares, se financian mediante donaciones en línea de la comunidad Systers.